# Delias callima
Delias callima är en fjärilsart som beskrevs av Rothschild och Jordan 1905. Delias callima ingår i släktet Delias och familjen vitfjärilar. Inga underarter finns listade i Catalogue of Life.